# André Houška (1963)
André Houška (* 12. února 1963 Praha) je bývalý český fotbalový brankář. Jeho otec André Houška byl také fotbalovým brankářem.

## Fotbalová kariéra
V lize hrál za Spartu Praha, RH Cheb, Zbrojovku Brno a Bohemians, v nižších soutěžích hrál za SK Dynamo České Budějovice, SK Roudnice nad Labem a Xaverov. V lize nastoupil v 93 utkáních. Se Spartou získal v roce 1985 mistrovský titul. V Poháru mistrů evropských zemí nastoupil v roce 1984 za Spartu ve dvou utkáních proti dánskému Lyngby BK.

## Ligová bilance
| Ročník                                   | Zápasy | Góly | Klub           |
| ---------------------------------------- | ------ | ---- | -------------- |
| 1. československá fotbalová liga 1981/82 | 12     | 0    | Sparta Praha   |
| 1. československá fotbalová liga 1982/83 | 7      | 0    | Sparta Praha   |
| 1. československá fotbalová liga 1984/85 | 5      | 0    | Sparta Praha   |
| 1. československá fotbalová liga 1985/86 | 29     | 0    | RH Cheb        |
| 1. československá fotbalová liga 1986/87 | 11     | 0    | RH Cheb        |
| 1. československá fotbalová liga 1989/90 | 23     | 0    | Zbrojovka Brno |
| 1. československá fotbalová liga 1990/91 | 6      | 0    | Zbrojovka Brno |
| LIGA CELKEM                              | 93     | 0    |                |